# L'Aquila Calcio 2002-2003
Questa voce raccoglie le informazioni riguardanti la società sportiva L'Aquila Calcio nelle competizioni ufficiali della stagione 2002-2003.

## Stagione
Per L'Aquila Calcio, la stagione 2002-2003 è stata la 3ª in Serie C1 e la 25ª complessiva nel terzo livello del campionato di calcio italiano. Durante la stagione il club ha inoltre partecipato per la 9ª volta alla Coppa Italia Serie C, competizione nella quale ha vinto il girone N di qualificazione eliminando Frosinone, Teramo, Chieti e Lodigiani, poi ha eliminato il Pescara nei sedicesimi, il Lanciano negli ottavi di finale, ed è stato eliminato dall'Arezzo nei quarti di finale. La squadra rossoblù disputa il girone B del campionato di Serie C1, raccogliendo 33 punti, che valgono il penultimo posto. Per salvarsi disputa il Play-out incrociando il Paternò, vince (1-0) al Fattori e pareggia (0-0) in Sicilia, riuscendo a mantenere così la categoria. Sulla panchina abruzzese si sono alternati i tecnici Augusto Gentilini, William Marcuzzi e Bruno Giordano, concludendo la stagione ancora con Gentilini, a dimostrazione di una stagione sofferta, ma almeno conclusa con l'obiettivo raggiunto. Migliori realizzatori di una stagione avara di reti, sono stati Daniele Russo con 5 reti e l'argentino Jonathan Vidallé che firma 4 reti, una decisiva nei Play-out. Russo ha realizzato 3 reti anche in Coppa Italia.

## Rosa
| N. |                   | Ruolo | Calciatore                  |
| -- | ----------------- | ----- | --------------------------- |
|    | Italia (bandiera) | P     | Alessio Assogna             |
|    | Italia (bandiera) | P     | Demetrio Alessandro Greco   |
|    | Italia (bandiera) | P     | Luigi Sassanelli            |
|    | Italia (bandiera) | D     | Emilio Affuso               |
|    | Italia (bandiera) | D     | Agatino Alessandro Chiavaro |
|    | Italia (bandiera) | D     | Matteo Contini              |
|    | Italia (bandiera) | D     | Nicola Di Francia           |
|    | Italia (bandiera) | D     | Massimo Drago               |
|    | Italia (bandiera) | D     | Gabriele Grossi             |
|    | Italia (bandiera) | D     | Gianluca Marinelli          |
|    | Ghana (bandiera)  | D     | Daniel Ola                  |
|    | Italia (bandiera) | D     | Francesco Scardina          |
|    | Italia (bandiera) | D     | Trevor Trevisan             |
|    | Italia (bandiera) | D     | Maurizio Vincioni           |
|    | Italia (bandiera) | C     | Lorenzo Battaglia           |
|    | Italia (bandiera) | C     | Andrea Chiopris Gori        |
|    | Italia (bandiera) | C     | Giorgio Cini                |

| N. |                      | Ruolo | Calciatore                   |
| -- | -------------------- | ----- | ---------------------------- |
|    | Italia (bandiera)    | C     | Michele De Simone            |
|    | Italia (bandiera)    | C     | Davide Drascek               |
|    | Italia (bandiera)    | C     | Alessandro Gambadori         |
|    | Italia (bandiera)    | C     | Domenico Giugliano           |
|    | Italia (bandiera)    | C     | Vito Redavid                 |
|    | Italia (bandiera)    | C     | Fabrizio Riccodipeli         |
|    | Italia (bandiera)    | C     | Maurizio Rizzioli            |
|    | Italia (bandiera)    | C     | Daniele Russo                |
|    | Italia (bandiera)    | C     | Alessandro Tatomir           |
|    | Brasile (bandiera)   | A     | Adriano Bertolucci De Castro |
|    | Italia (bandiera)    | A     | Vincenzo Aurino              |
|    | Brasile (bandiera)   | A     | Da Silva                     |
|    | Italia (bandiera)    | A     | Aldo Di Corcia               |
|    | Italia (bandiera)    | A     | Patrizio Pascucci            |
|    | Italia (bandiera)    | A     | Claudio Salvi                |
|    | Italia (bandiera)    | A     | Andrea Valente               |
|    | Argentina (bandiera) | A     | Jonathan Vidallé             |

## Risultati

### Serie C1

#### Girone di andata
| Arbitro: | Santucci (Reggio Calabria) |

|                     |           |               |
| Adriano 4’ Cini 40’ | Marcatori | 45’ R. Napoli |

| Arbitro: | Zambon (Padova) |

|                         |           |  |
| Anaclerio 43’ Tisci 91’ | Marcatori |  |

| Arbitro: | Rocchi (Firenze) |

|  |           |               |
|  | Marcatori | 32’ Artistico |

| Arbitro: | Romeo (Verona) |

|                                                   |           |             |
| Grossi 35’ (aut.) Borneo 50’ (rig.) Pittaluga 88’ | Marcatori | 65’ Adriano |

| Arbitro: | Lops (Torino) |

|                                                 |           |  |
| Contini 14’ Da Silva 34’ Adriano 48’ Affuso 82’ | Marcatori |  |

| Arbitro: | Carlucci (Molfetta) |

|           |           |  |
| Bellè 65’ | Marcatori |  |

| Arbitro: | Ciancaleoni (Foligno) |

|                                         |           |  |
| D. Russo 19’ (rig.) Da Silva 29’ (rig.) | Marcatori |  |

| Arbitro: | Liberti (Genova) |

|             |           |  |
| Morante 58’ | Marcatori |  |

| Arbitro: | Masiero (Mestre) |

|              |           |              |
| D. Russo 25’ | Marcatori | 45’ Di Nardo |

| Arbitro: | Crugliano (Crotone) |

|                     |           |  |
| Passiatore 33’, 51’ | Marcatori |  |

| Arbitro: | Damato (Barletta) |

|               |           |             |
| Capparella 1’ | Marcatori | 9’ D. Russo |

| L'Aquila 17 novembre 2002 12ª giornata | L'Aquila               | 0 – 0 | Giulianova | Stadio Tommaso Fattori (2.094 spett.)\| Arbitro: \| M. Mazzoleni (Bergamo) \| |
| Arbitro:                               | M. Mazzoleni (Bergamo) |       |            |                                                                               |

| Chieti 24 novembre 2002 13ª giornata | Chieti             | 0 – 0 | L'Aquila | Stadio Guido Angelini (1.423 spett.)\| Arbitro: \| Pantana (Macerata) \| |
| Arbitro:                             | Pantana (Macerata) |       |          |                                                                          |

| Arbitro: | Lops (Torino) |

|  |           |           |
|  | Marcatori | 67’ Macrì |

| Arbitro: | Carlucci (Molfetta) |

|                          |           |  |
| Marra 13’, 16’ Morfù 84’ | Marcatori |  |

| Arbitro: | Herberg (Messina) |

|  |           |                                       |
|  | Marcatori | 33’ Teodorani 47’ Pedotti 88’ Zacchei |

| Arbitro: | Zanzi (Lugo di Romagna) |

|                                             |           |  |
| Mitri 13’ Moretti 33’, 38’ Prisciandaro 84’ | Marcatori |  |

#### Girone di ritorno
| Arbitro: | Ciancaleoni (Foligno) |

|                     |           |  |
| R. Manca 60’ (rig.) | Marcatori |  |

| Arbitro: | Ioseffi (Siena) |

|          |           |                                                 |
| Cini 27’ | Marcatori | 14’ Ferreira Pinto 18’ Paris 63’ (aut.) Contini |

| Arbitro: | Stefanini (Prato) |

|              |           |                                   |
| Artistico 9’ | Marcatori | 27’ De Simone 37’ (rig.) D. Russo |

| L'Aquila 25 gennaio 2003 21ª giornata | L'Aquila       | 0 – 0 | Vis Pesaro | Stadio Tommaso Fattori (1.729 spett.)\| Arbitro: \| Torella (Roma) \| |
| Arbitro:                              | Torella (Roma) |       |            |                                                                       |

| Arbitro: | Ferraro (Crotone) |

|                                   |           |              |
| Santoruvo 69’, 72’ Martinetti 87’ | Marcatori | 62’ D. Russo |

| Arbitro: | Romeo (Verona) |

|                         |           |                                                           |
| Redavid 46’ Vidallé 79’ | Marcatori | 24’ (rig.) Cecchini 55’ Giampaolo 58’ Palladini 90’ Bellè |

| Arbitro: | Brunialti (Trento) |

|                                                            |           |             |
| Udassi 19’ (rig.), 40’, 77’ Frau 62’ Chechi 88’ Fasano 90’ | Marcatori | 73’ Vidallé |

| Arbitro: | Tagliavento (Terni) |

|                          |           |                       |
| Rizzioli 10’ Vidallé 48’ | Marcatori | 33’ (80), rig.’ Motta |

| Arbitro: | Guerriero (Catanzaro) |

|           |           |  |
| Sergi 71’ | Marcatori |  |

| Arbitro: | Giordano (Caltanissetta) |

|              |           |  |
| Da Silva 22’ | Marcatori |  |

| Arbitro: | Rubino (Salerno) |

|         |           |                      |
| Ola 13’ | Marcatori | 40’ (rig.) M. Caputo |

| Arbitro: | Zanardo (Conegliano) |

|          |           |                         |
| Elia 74’ | Marcatori | 77’ Aurino 84’ Trevisan |

| Arbitro: | Stefanini (Prato) |

|            |           |  |
| Aurino 70’ | Marcatori |  |

| Arbitro: | Rocchi (Firenze) |

|                   |           |             |
| Di Deo 47’ (rig.) | Marcatori | 77’ Contini |

| Arbitro: | Romeo (Verona) |

|                               |           |                                      |
| Aurino 51’ (rig.) Vidallé 92’ | Marcatori | 11’ Capparella 70’ (rig.) Biancolino |

| Arbitro: | M. Mazzoleni (Bergamo) |

|                                  |           |  |
| Turchi 49’ Kanyengele 90’ (rig.) | Marcatori |  |

| Arbitro: | Marelli (Como) |

|                     |           |             |
| Ola 14’ Drascek 37’ | Marcatori | 75’ Berardi |

#### Play-out
| Arbitro: | Banti (Livorno) |

|             |           |  |
| Vidallé 73’ | Marcatori |  |

| Paternò 8 giugno 2003 Ritorno | Paternò               | 0 – 0 | L'Aquila | Stadio Falcone-Borsellino (3.000 spett.)\| Arbitro: \| Squillace (Catanzaro) \| |
| Arbitro:                      | Squillace (Catanzaro) |       |          |                                                                                 |

### Coppa Italia Serie C

#### Girone N
| L'Aquila 18 agosto 2002 1ª giornata | L'Aquila           | 0 – 0 | Chieti | Stadio Tommaso Fattori\| Arbitro: \| Pantana (Macerata) \| |
| Arbitro:                            | Pantana (Macerata) |       |        |                                                            |

| 21 agosto 2002 2ª giornata |  | – Turno di riposo L'Aquila |  |  |

| Arbitro: | Ioseffi (Siena) |

|                          |           |                                 |
| De Angelis 52’ Motta 63’ | Marcatori | 26’ (rig.), 43’, 90+2’ Da Silva |

| Arbitro: | Iannone (Napoli) |

|              |           |             |
| Vincioni 25’ | Marcatori | 4’ De Sousa |

| Arbitro: | Fiori (Perugia) |

|                  |           |                      |
| Karasavvidis 45’ | Marcatori | 58’, 90+2’ Battaglia |

#### Fase a eliminazione diretta
| Arbitro: | Saveri (Viterbo) |

|              |           |                             |
| Chiavaro 14’ | Marcatori | 5’ Mastracchio 62’ Biancone |

| Arbitro: | Torella (Roma) |

|               |           |                                        |
| Scartozzi 62’ | Marcatori | 32’, 53’ (rig.), 83’ D. Russo 58’ Cini |

| Arbitro: | Rubino (Salerno) |

|             |           |             |
| Cichella 9’ | Marcatori | 20’ Redavid |

| Arbitro: | Pantana (Macerata) |

|                                        |           |             |
| Aurino 47’, 90+3’ De Simone 85’ (rig.) | Marcatori | 15’ Maretti |

| Arbitro: | Vicinanza (Albenga) |

|              |           |  |
| Vendrame 37’ | Marcatori |  |

| L'Aquila 5 febbraio 2003 Quarti di finale (ritorno) | L'Aquila              | 0 – 0 | Arezzo | Stadio Tommaso Fattori\| Arbitro: \| Sacco (Civitavecchia) \| |
| Arbitro:                                            | Sacco (Civitavecchia) |       |        |                                                               |

## Statistiche

### Statistiche di squadra
| Competizione         | Punti | In casa | In casa | In casa | In casa | In casa | In casa | In trasferta | In trasferta | In trasferta | In trasferta | In trasferta | In trasferta | Totale | Totale | Totale | Totale | Totale | Totale | DR  |
| Competizione         | Punti | G       | V       | N       | P       | Gf      | Gs      | G            | V            | N            | P            | Gf           | Gs           | G      | V      | N      | P      | Gf     | Gs     | DR  |
| -------------------- | ----- | ------- | ------- | ------- | ------- | ------- | ------- | ------------ | ------------ | ------------ | ------------ | ------------ | ------------ | ------ | ------ | ------ | ------ | ------ | ------ | --- |
| Serie C1             | 33    | 17      | 6       | 6       | 5       | 21      | 20      | 17           | 2            | 3            | 12           | 9            | 33           | 34     | 8      | 9      | 17     | 30     | 53     | -23 |
| Play-out             | -     | 1       | 1       | 0       | 0       | 1       | 0       | 1            | 0            | 1            | 0            | 0            | 0            | 2      | 1      | 1      | 0      | 1      | 0      | +1  |
| Coppa Italia Serie C | -     | 5       | 1       | 3       | 1       | 5       | 4       | 5            | 3            | 1            | 1            | 10           | 6            | 10     | 4      | 4      | 2      | 15     | 10     | +5  |
| Totale               | -     | 23      | 8       | 9       | 6       | 27      | 24      | 23           | 5            | 5            | 13           | 19           | 39           | 46     | 13     | 14     | 19     | 46     | 63     | -17 |